# Långreveln, Larsmo
Långreveln är en ö i Finland. Den ligger i Bottenviken och i kommunen Larsmo i landskapet Österbotten, i den nordvästra delen av landet. Ön ligger omkring 97 kilometer nordöst om Vasa och omkring 420 kilometer norr om Helsingfors.
Öns area är 20,9 hektar och dess största längd är 0,9 kilometer i nord-sydlig riktning. I omgivningarna runt Långreveln växer i huvudsak blandskog.